# Лу Юнсян (президент АН Китая)
Лу Юнся́н (кит. упр. 路甬祥, пиньинь Lù Yǒngxiáng; род. 28 апреля 1942) — китайский учёный-механик, президент Академии наук КНР (1997—2011), академик АНК (1991), академик Инженерной академии Китая (1994); заместитель председателя Постоянного Комитета ВСНП.
Родился 28 апреля 1942 года в уезде Цыси, провинция Чжэцзян. В 1964 году окончил машиностроительный факультет Чжэцзянского университета по специальности «гидромеханика». По окончании университета остался там работать преподавателем. В 1979 году работал научным сотрудником в Институте гидравлики и пневматики Рейнско-Вестфальского технического университета в рамках программы, осуществляемой фондом Александра фон Гумбольдта. В 1981 году получил степень доктора технических наук в этом университете.

## Дальнейшая деятельность
- 1981 г. — вернулся в Китай, стал доцентом Чжэцзянского университета.
- 1983 г. — профессор Чжэцзянского университета.
- 1985 г. — заместитель ректора Чжэцзянского университета.
- 1988—1995 гг. — ректор Чжэцзянского университета.
- 1993 г. — вице-президент Китайской Академии наук.
- 1994 г. — заместитель председателя постоянного комитета КАН.
- 1997 г. — избран президентом КАН, председателем Президиума учёного совета КАН.
- 2003 г. — заместитель председателя ПК ВСНП.

- 1986—1996 гг., вице-президент Научно-технической ассоциации КНР.
- 1990—1994 гг., председатель консультационной комиссии по высшему образованию при Государственном комитете по образованию.
- 1995—2004 гг., председатель правления Общества истории науки и техники.
- 1996—2003 гг., член Комиссии по предоставлению университетских грантов (Гонконгский университет).
- 1998—1999 гг., член Специального исполнительного комитета Гонконга по инновационной науке и технике.
- 1998—2006 гг., вице-президент Академии наук стран третьего мира.
- 2000 г. — чрезвычайный советник Консультативного совета Гонконга по инновационной науке и технике.
- 2001 г. — председатель правления Машиностроительного общества Китая.
- 2005 г. — сопредседатель правления Всемирной академии наук.